# Rifeh

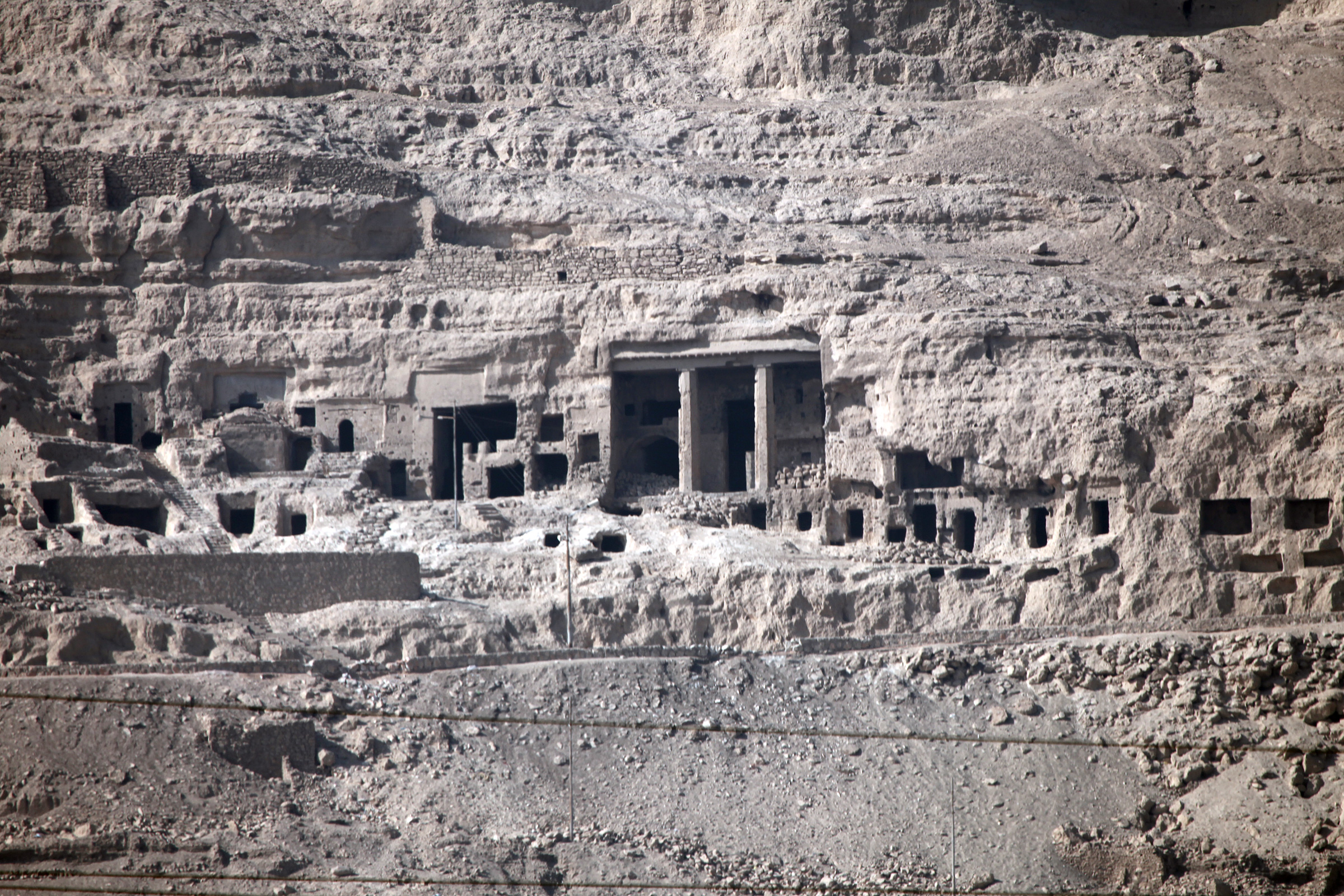
Gräber von Rifeh

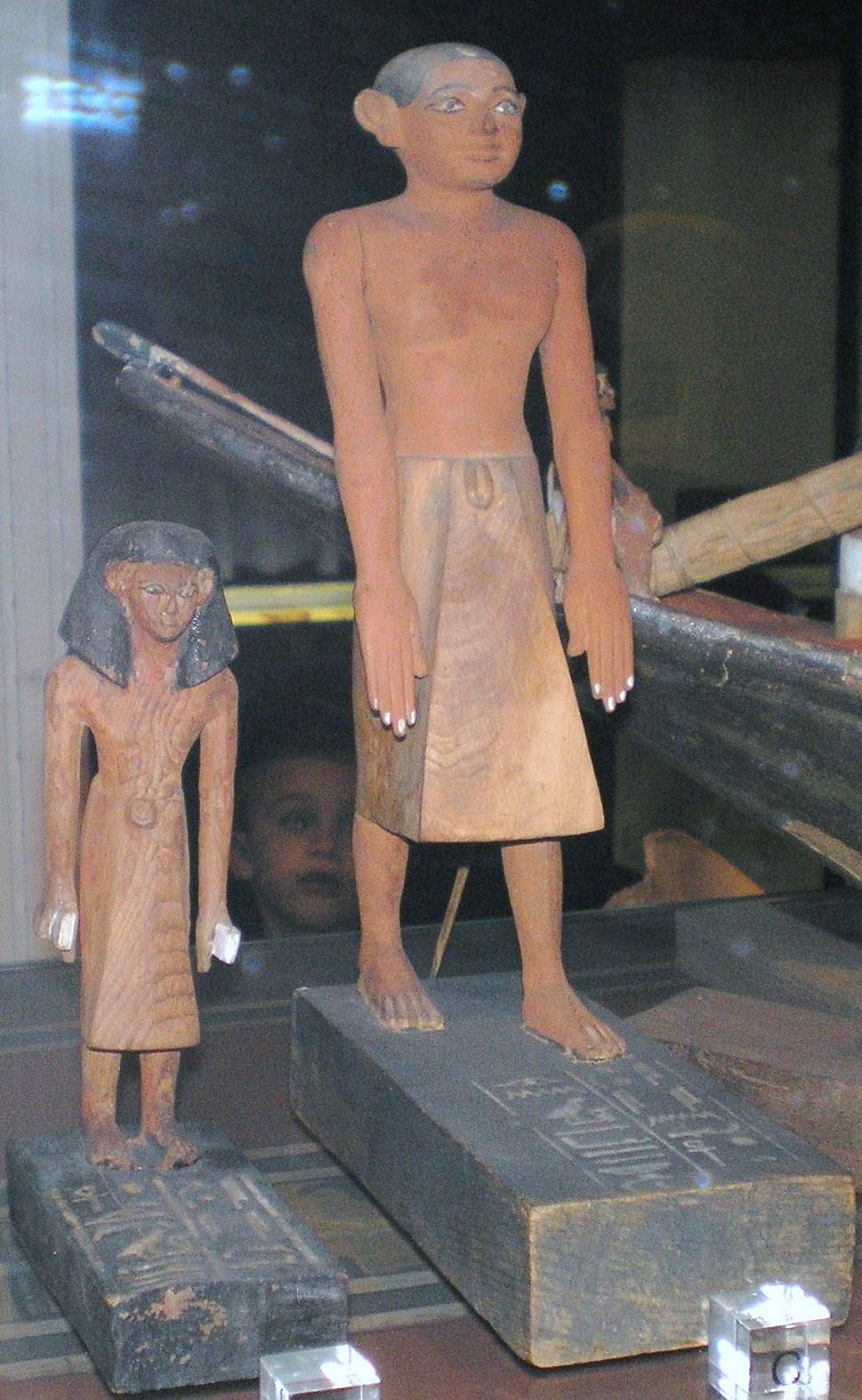
Statuetten aus dem „Grab der Zwei Brüder“ aus Rifeh

Rifeh (arabisch ريفا, DMG Rīfā, oder دير ريفا, DMG Dair Rīfā) ist ein Dorf in Mittelägypten, in dessen Nähe sich umfangreiche Nekropolen befinden, die von der Ersten Zwischenzeit bis in die Ptolemäerzeit datieren. Es handelt sich um den Bestattungsort der Gauhauptstadt Schas-hotep. Umfangreiche Grabungen wurden hier nur im Jahr 1906/1907 von Flinders Petrie durchgeführt. 
Bei den Ausgrabungen fanden sich verschiedene Gräberfelder, die zum großen Teil schon stark beraubt waren. Es handelt sich meist um einfache Erdbestattungen. Als Beigaben fanden sich neben der Keramik die sogenannten Seelenhäuschen, kleine Hausmodelle aus Ton, die den Ort der Gräber markierten.
In der Wüste, etwas erhöht, befinden sich einige große Felsgräber, die zum Teil Gaufürsten des Mittleren Reiches, aber auch lokalen Beamten des Neuen Reiches gehörten. Im Hof eines dieser Gräber fand sich die Bestattung von zwei Brüdern, die unberaubt war und noch zwei Sets an Särgen, einen Kanopenkasten und hölzerne Modellfiguren enthielt. 

## Papyri von den Kartonagen – die Rifeh Masken
Kartonage ist der Begriff, der in der Ägyptologie und Papyrologie für Papyrus – aus mehreren Lagen zusammengeleimt – verwendet wird. Wenn sie feucht sind, eignen sie sich besonders gut zum Modellieren von unregelmäßigen Oberflächen. Diese Methode wurde in den Beerdigungswerkstätten verwandt, um Särge, Masken oder Platten herzustellen, um den ganzen oder Teile des mumifizierten und eingewickelten Körper zu bedecken. Aus ca. 6–8 Lagen zusammengeklebter Einzelblätter fertigte man Mumiensärge. Die vergipste Oberfläche (Gesso) ergab einen gleichmäßigen Grund, um darauf Motive mit längerer Haltbarkeit zu malen, als es auf einem Leinentuch möglich war.
Weil auch Urkunden oder Buchrollen für die größeren Abdeckungen verwendet wurden, kam Petrie auf die Idee der Rückgewinnung dieser Papyri aus den Totenmasken, die außergewöhnlich gut erhalten waren. Er schreibt dazu ein seinem Grabungsbericht von 1907:

„'At Rifeh some cartonnages made up of papyri were found. I damped, opened, and cleaned them, and then the Greek were submitted to Drs. Mahaffy and Smyly, and the demotic to Sir Herbert Thompson.'“

Übersetzung: „In Rifeh wurden einige Kartonagen aus Papyri gefunden. Ich dämpfte, öffnete und reinigte sie und dann wurden die Griechischen an Drs. Mahaffy und Smyly und die demotischen an Sir Herbert Thompson übergeben“.